# 相沢恵子
相沢 恵子（あいざわ けいこ、1963年11月22日 - ）は、日本の女優、声優。神奈川県出身。劇団昴所属。夫は俳優、声優の牛山茂。

## 人物
日本大学芸術学部卒業。
趣味は夏甲帽子編み、旅行。

## 出演作品

### テレビドラマ
- NHKスペシャル 命愛してやまず
- 男と女のミステリー｢仮面家族」
- 火曜サスペンス劇場
  - 「朝もやの中に街が消える」
  - 「迂回路」
- 新・女検事・霞夕子
- 身辺警護
- 新・女弁護士 朝吹里矢子
- 高橋英樹の船長シリーズ「愛と死の殺人海流」
- 十津川警部シリーズ「愛の伝説・釧路湿原」
- 土曜ワイド劇場
  - 「ハラハラ刑事」
  - 「保護司・夏目清一」

### テレビアニメ
1997年
- EAT-MAN（シリル）
- 名探偵コナン（1997年 - 2001年、長門康江、三橋知江、花岡礼子）

1999年
- KAIKANフレーズ（愛音の母）
- ワイルドアームズ トワイライトヴェノム（エステル）

2000年
- 幻想魔伝 最遊記（2000年 - 2004年、黄博士） - 3シリーズ
- 週刊ストーリーランド（雅子）
- ブギーポップは笑わない Boogiepop Phantom（及川香奈枝）

2001年
- ゾイド新世紀スラッシュゼロ（サラ）

2003年
- LAST EXILE（ユスティーナ・ヴァルカ）

2004年
- マリア様がみてる〜春〜（2004年 - 2009年、小笠原清子） - 2シリーズ

2005年
- 英國戀物語エマ（2005年 - 2007年、キャンベル夫人） - 2シリーズ

2009年
- こんにちは アン 〜Before Green Gables（マーサ）

### OVA
- 銀河英雄伝説外伝 白銀の谷（1998年）
- サクラ大戦 エコール・ド・巴里（2003年、グラン・マ）
- サクラ大戦 ル・ヌーヴォー・巴里（2004年、グラン・マ）

### 劇場アニメ
- スチームボーイ（2004年、レイの母[6]）
- 時をかける少女（2006年）

### ゲーム
- サクラ大戦3 〜巴里は燃えているか〜（2001年、グラン・マ）
- 零 zero（2001年）[7]
- サクラ大戦4 〜恋せよ乙女〜（2002年、グラン・マ）
- オペレーターズサイド（2003年、安藤玲子）
- サクラ大戦物語 〜ミステリアス巴里〜（2004年、グラン・マ）

### 吹き替え

#### 担当女優
ジリアン・アンダーソン
- X-ファイル（ダナ・スカリー）※ソフト版
  - X-ファイル ザ・ムービー
  - X-ファイル:真実を求めて
  - X-ファイル 2016

- THE FALL 警視ステラ・ギブソン（ステラ・ギブソン）
- ジョニー・イングリッシュ 気休めの報酬（パメラ・ソーントン / ペガサス）
- スティールワールド（ケイト）
- バイオレンス・ブリット（アリス・コンフォート）

レイチェル・グリフィス
- ウォルト・ディズニーの約束（エリーおばさん）
- シャンプー台のむこうに（サンドラ）
- ブラザーズ&シスターズ（サラ・ウェドン）

#### 映画
- 愛が微笑む時（アン〈エリザベス・シュー〉）
- アサシン 暗・殺・者（マギー〈ブリジット・フォンダ〉）※ソフト版
- アシッド・ハウス（ジェニー〈ジェマ・レッドグレイヴ〉）
- アステロイド/最終衝撃（リリー・マッキー博士〈アナベラ・シオラ〉）※ソフト版
- あなたに恋のリフレイン（アデル・ホーナー〈エリザベス・シュー〉）
- アラン・スミシー・フィルム（シーラ・キャスリン、アロエ・ヴェラ）
- 暗殺の瞬間（ヘレーネ）
- アンディ・ガルシア 沈黙の行方（バーバラ・ロニガン〈テリー・ポロ〉）
- アンブレイカブル（オードリー・ダン〈ロビン・ライト〉）※テレビ東京版
- 遺産相続は命がけ!?（ロビン〈ナンシー・トラヴィス〉）
- インモラルプリズン（ワーデン所長）
- ウーマン ラブ ウーマン（アリス・ヘンリー〈エリザベス・パーキンス〉）
- 裏窓（クラウディア・ヘンダーソン〈ダリル・ハンナ〉）
- エア・バディ2（ジャッキー・フラム〈シンシア・スティーヴンソン〉）※ソフト版
- X-メン（オロロ・マンロー / ストーム〈ハル・ベリー〉）※ソフト版
- エディット・ピアフ〜愛の讃歌〜（ティティーヌ〈エマニュエル・セニエ〉）
- エニグマ奪還（ロミー）
- 狼たちの街（キャサリン・フーバー〈メラニー・グリフィス〉）※ソフト版
- お買いもの中毒な私!（アレット・ネイラー〈クリスティン・スコット・トーマス〉）
- ガジュラ（アリソン・ハート〈ジュリー・カーメン〉）
- カナディアン・エクスプレス（ニックの親）※フジテレビ版
- 仮面の男（クリスティーヌ〈ジュディット・ゴドレーシュ〉）
- 花様年華（チャン〈マギー・チャン〉）
- 硝子の塔（サマンサ・ムーア）※ソフト版
- カンザス・シティ（アディ・パーカー）
- 記憶の棘（ローラ〈アリソン・エリオット〉）
- キス★キス★バン★バン（シェリー〈ジャクリーン・マッケンジー〉）
- キャンディマン（バーナデット・“バーニー”・ウォルシュ〈ケイシー・レモンズ〉）
- キンダガートン・コップ（ザックの母親）※テレビ朝日版
- クラッシャー/大津波（ジェシカ・ウィーバー博士）
- クリフハンガー（ジェシー・ディーガン[10]）※日本テレビ版
- クレイジー/ビューティフル（コートニー・オークリー）
- グローリー・ロード（メアリー・ハスキンズ〈エミリー・デシャネル〉）
- クロウ/飛翔伝説（シェリー・ウェブスター〈ソフィア・シャイナス〉）※テレビ東京版
- 月下の恋（ケイト〈ジェラルディン・ソマーヴィル〉）
- 恋の闇 愛の光（シリア・クレメンス〈ポリー・ウォーカー〉）
- 恋人たちの食卓（チンロン〈シルヴィア・チャン〉）
- 氷の微笑（ベス・ガーナー〈ジーン・トリプルホーン〉）※スペシャル・エディション版
- コップランド（リズ・ランドーン〈アナベラ・シオラ〉）※ソフト版
- この森で、天使はバスを降りた（クレア）
- コロンブス（ベアトリス〈キャサリン・ゼタ＝ジョーンズ〉）
- サーフガールズ（マリア）
- サイコ（ライラ・クレイン〈ヴェラ・マイルズ〉）※ソフト版
- 最高の恋人（リタ〈メアリー＝ルイーズ・パーカー〉）
- ザ・クリミナル（サラ・メイトランド、ルーシー）
- ザ・デジャヴ（インガ）
- ザ・セル（キャサリン・ディーン〈ジェニファー・ロペス〉）
- サンダーハート（マギー・イーグル・ベア）
- サンタに化けたヒッチハイカーは、なぜ家をめざすのか?（キャロリン）
- 地獄の女囚コマンド（ダリア）
- ジングル・オール・ザ・ウェイ2（トリッシュ〈カーステン・ロベック〉）
- スカートの奥で（ミランダ〈ビクトリア・アブリル〉）
- 素顔の私を見つめて…（ホイラン〈ジョアン・チェン〉）
- スターゲイト 真実のアーク（ヴァーラ・マル・ドラン）
- スターゲイト コンティニュアム ザ・ムービー（ヴァーラ・マル・ドラン）
- スタートレックII カーンの逆襲（キャロル博士〈ビビ・ベッシュ〉）※ソフト版
- スティック・イット!（アリス・グラハム〈ジーヤ・カリディス〉）
- スリー・リバーズ（ジョー・クリスマン〈サラ・ジェシカ・パーカー〉）※フジテレビ版
- ソウ3（アリソン・ケリー〈ディナ・メイヤー〉）
- ダーク・ハーフ（リズ・ボーモント〈エイミー・マディガン〉）※ソフト版
- ターミナル・ベロシティ（カレン）※ソフト版
- ターミネーター2（ジャネル〈ジェニット・ゴールドスタイン〉）※フジテレビ版
- タイムコップ（メリッサ・ウォーカー〈ミア・サラ〉）※ソフト版
- ダニエル・スティール/愛のカレイドスコープ・訣別の微笑（メーガン〈クローディア・クリスチャン〉）※テレビ東京版
- ダブル・インパクト（ダニエル・ワイルド）※日本テレビ版
- 007 トゥモロー・ネバー・ダイ（パリス・カーヴァー〈テリー・ハッチャー〉）※ソフト版
- 小さな贈りもの（セレステ）
- ディスクロージャー（シンディ・チャン）※ソフト版
- 血と砂（カルメン〈アナ・トレント〉）
- 超常殺人者2（アレックス・ベネット〈ヘザー・メドウェイ〉）
- 沈黙の要塞（マー・スー〈ジョアン・チェン〉）※ソフト版
- DECOY/密猟地帯（ダイアナ・ウェリングトン）
- デス・ミッション/怒りの戦場（エリー〈ジョアンナ・パクラ〉）※テレビ東京版
- デス・リベンジ（ソラナ〈クレア・フォーラニ〉）
- デッドフォール（キャサリン・タンゴ〈テリー・ハッチャー〉）※テレビ朝日版
- デモリションマン（レニーナー・ハックスリー〈サンドラ・ブロック〉）※ソフト版
- 天使と悪魔（ヴィットリア・ヴェトラ〈アイェレット・ゾラー〉）
- トゥームストーン（マッティ・アープ）
- トゥームストーン/ザ・リベンジ（カラテア〈ディナ・メイヤー〉）
- トゥルー・クライム（バーバラ・エベレット〈ダイアン・ヴェノーラ〉）※日本テレビ版
- ネバー・セイ・ダイ（マディ・ホープ〈ケリー・フォックス〉）
- ノーマ・ジーンとマリリン（マリリン・モンロー〈ミラ・ソルヴィノ〉）
- ノイズ（メイビス〈ジョシー・ホー〉）
- ハードウェア（ジル〈ステイシー・トラヴィス〉）※テレビ東京版
- ハーレーダビッドソン&マルボロマン（ヴァージニア・スリム）※テレビ朝日版
- ハイド・アンド・シーク 暗闇のかくれんぼ（アリソン・キャラウェイ〈エイミー・アーヴィング〉）※テレビ東京版
- 八月のクリスマス（ジウォン）
- ハックフィンの大冒険（メアリー・ジェーン・ウィルクス〈アン・ヘッシュ〉）
- バッドデイズ（レイチェル・モンタナ〈ファムケ・ヤンセン〉）
- バットマン リターンズ（氷の女王）※ソフト版
- バトル・オブ・パシフィック（ブラッドリー〈ジョアンナ・ワッツ〉）
- バニシング・チェイス/激突!潜入捜査網25時（ローラ）
- パラサイト2000（リックス）
- 犯罪心理鑑定人（マギー・ベルハム）
- ハンテッド（ミエコ〈島田陽子〉）
- ビーン（アリソン・ラングレー〈パメラ・リード〉）※BD版
- 光の旅人 K-PAX（レイチェル・パウエル〈メアリー・マコーマック〉）
- 光る眼（スーザン・ヴァーナー博士〈カースティ・アレイ〉）※ソフト版
- ひみつの番人（ポーリーン〈ヴィヴィカ・A・フォックス〉）
- ビューティー・ショップ（テリー〈アンディ・マクダウェル〉）
- ビューティフル・ガールズ（トレイシー・ストーヴァー〈アナベス・ギッシュ〉）
- ファイナル・オプション（フランキー・リース〈ジュディ・デイヴィス〉）※ソフト版
- ファイヤーウォール（ベス・スタンフィールド〈ヴァージニア・マドセン〉）※ソフト版
- ファングス（カトリン・エルダー）
- フェイス（コニー〈レナ・ヘディ〉）
- フォーエヴァー・ヤング 時を超えた告白（ヘレン）※ソフト版
- ブラム・ストーカーズ マミー（マーガレット・トレローニー）
- プレッジ（ロリ〈ロビン・ライト〉）
- プロポーズ（バックリー・ヘイル〈ブルック・シールズ〉）※ソフト版
- ペインテッド・デザート タフ劇場版（フリーダ〈セイディ・ロペス〉）
- ベルボーイ狂騒曲/ベニスで死にそ〜（カロライン・ライト〈パッツィ・ケンジット〉）
- ペンタゴン・ペーパーズ/最高機密文書（トニー・ブラッドリー〈サラ・ポールソン〉）
- ボーイ・ソプラノ ただひとつの歌声（ミス・スティール〈デブラ・ウィンガー〉）
- ぼくの名犬テンペスト（マルタ）
- ホワイト・インフェルノ（モニーク・ホワイト〈ウェンディ・デイヴィス〉）
- ホワイトファング2/伝説の白い牙（リリー・ジョセフ）※ソフト版
- マッドマックス2（ジャイロの彼女〈アーキー・ホワイトリー〉）※TBS版
- マネー・トレイン（グレース・サンチャゴ〈ジェニファー・ロペス〉）※ソフト版
- マン・オン・ザ・ムーン（リン・マーグリーズ〈コートニー・ラブ〉）
- ミニヴァー夫人（ミニヴァー夫人〈グリア・ガースン〉）※PDDVD版
- 身代金（ケイト・ミュレン〈レネ・ルッソ〉）※日本テレビ版
- ミミック（スーザン・タイラー博士〈ミラ・ソルヴィノ〉）※ソフト版
- ミラクル・アドベンチャー/カザーン（アリス・コナー〈アリー・ウォーカー〉）
- メッセージ・イン・ア・ボトル（キャサリン・ブレイク）
- 要塞監獄/プリズナー107（ホープ・ウィットモア）
- ラピッド・ファイアー（カーラ・ウィザース）※ソフト版
- ラブリー・オールドメン（メラニー・グスタフソン〈ダリル・ハンナ〉）
- リチャードを探して（レディ・アン〈ウィノナ・ライダー〉）
- リプリーズ・ゲーム（サラ・トレヴァニー〈レナ・ヘディ〉）
- リメンバー・ミー（ジュリア・リストッチャ〈ラウラ・モランテ〉）
- レッド・スノー（シャン・リー〈カレン・モク〉）
- レリック（マーゴ・グリーン〈ペネロープ・アン・ミラー〉）
- レンブラントの夜警（サスキア）
- ロイヤル・セブンティーン（グリニス・ペイン）
- ワイルド・タウン3（ケイト）
- ワンス・アポン・ア・タイム・イン・チャイナ 天地覇王（メイ〈ジーン・ウォン〉）
- ワンス・アポン・ア・タイム・イン・チャイナ 天地撃攘（メイ〈ジーン・ウォン〉）

#### ドラマ
- アナザー・ライフ〜天国からの3日間〜（タミー・テイラー〈トレイシー・クック〉）
- 暗黒の戦士 ハイランダー（テッサ・ノエル〈アレクサンドラ・ヴァンダヌート〉）
- ER緊急救命室
  - シーズン1（ダイアン・リーズ〈リサ・ゼイン〉）
  - シーズン3 #4（母親〈ジェーン・デイリー〉）
  - シーズン7 #7（ロス夫人〈キャンディス・アザラ〉）
  - シーズン8 #19（フェイス・ヨーカス〈モリー・プライス〉）
  - シーズン12 #9（ケーニグ夫人〈カリス・キャンベル〉）
- WITHOUT A TRACE/FBI 失踪者を追え!（エミリー・レイノルズ）
- ウルトラマンパワード（パティ・ミラー）
- FBI: 特別捜査班
- カリフォルニケーション シーズン1（メレディス〈エイミー・プライス＝フランシス〉）
- 絹の疑惑 シルク・ストーキング
- グッド・ドクター 名医の条件（オードリー・リム〈クリスティーナ・チャン〉）
- クリミナル・マインド6 FBI行動分析課（ケイト・フィニー）
- 刑事ナッシュ・ブリッジス シーズン2 #13（ホリー・ブルーム）
- コールドケース7 ザ・ファイナル（モリー）
- サード・ウォッチ（フェイス・ヨーカス〈モリー・プライス〉）
- 三国志（大喬）※NHK-BS2版
- CSI:マイアミ2 #4
- 新・逃亡者（ローラ・チェルー）※VHS版
- スターゲイト SG-1（ヴァーラ・マル・ドラン）
- スタートレック:ヴォイジャー
- スティーヴン・キングのザ・スタンド（ルーシー・スワン）
- マペット放送局（アンディ・マクドウェル）
- 名探偵ポワロ ※NHK版
  - 第53話「ホロー荘の殺人」（ガーダ）
  - 第62話「三幕の殺人」（メアリー・リットン・ゴア〈ジェーン・アッシャー〉）
- リゾーリ&アイルズ2（メロディ・パターソン〈ロリータ・ダヴィドヴィッチ〉）

#### アニメ
- バグズ・ライフ（ジプシー）
- バットマン（ジャネット）

### CM
- アサヒコーポレーション
- 大関
- 小林製薬 ブルーレット置くだけ
- トステム TVCF吹替
- 日清どん兵衛
- ホーユー

### 舞台
1988年
- うしろ姿のしぐれてゆくか

1989年
- ラブ・ア・ラ・モード・シカゴ
- レディスとラベッジ

1990年
- かもめ（ニーナ）
- アルジャーノンに花束を（1990年 - 1995年、アリス・キニアン）
- 東京行進曲

1991年
- オータム・ガーデン（ソフィー）
- エデンの東（アブラ）
- 椿姫（マリア・ローザ）

1993年
- 機械じかけのピアノのための未完成の戯曲（ソフィア）

2003年
- ナイチンゲールではなく（ゴールディ）

2004年
- コリオレイナス（ヴァリアリア）
- チェーホフ的気分（クニッペル）

2013年
- 本当のことを言ってください。（園山暢子）